# حبيل الشارح (السياني)

تعديل مصدري - تعديل

حبيل الشارح محلة تابعة لقرية منزل نخلان، التابعة لعزلة نخلان بمديرية السياني إحدى مديريات محافظة إب في الجمهورية اليمنية.، بلغ تعداد سكانها 125 حسب تعداد اليمن لعام 2004.